# Роки Риџ (Јута)
Роки Риџ (енгл. Rocky Ridge) град је у америчкој савезној држави Јута.

## Демографија
По попису из 2010. године број становника је 733, што је 330 (81,9%) становника више него 2000. године.
| Група             | 2000.       | 2010.       |
| Белци             | 395 (98,0%) | 710 (96,9%) |
| Афроамериканци    | 0 (0,0%)    | 0 (0,0%)    |
| Азијати           | 0 (0,0%)    | 0 (0,0%)    |
| Хиспаноамериканци | 5 (1,2%)    | 23 (3,1%)   |
| Укупно            | 403         | 733         |